# ウィーン国際音楽演劇博覧会

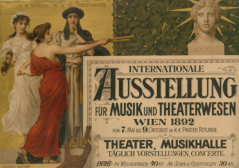
展覧会のポスター

ウィーン国際音楽演劇博覧会（ウィーンこくさいおんがくえんげきはくらんかい、ドイツ語: Wiener Musik-und Theaterausstellung）は、1892年にプラーター公園において催された音楽と演劇の博覧会。

## 概要

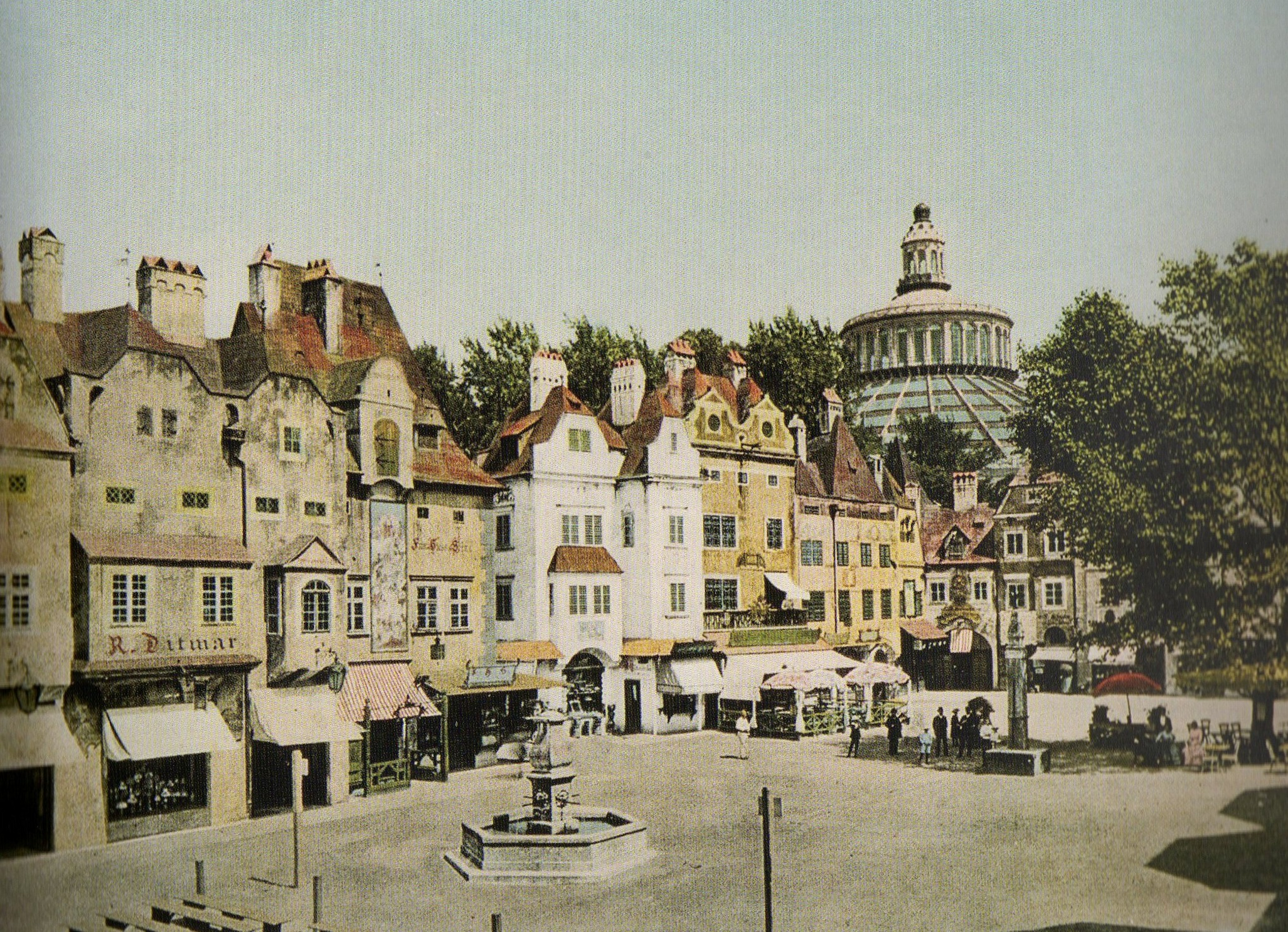
展覧会場

1891年、「モーツァルト没後100年記念祭」が催された。これに触発されたメッテルニヒ侯爵夫人パウリーネにより、彼女を中心とする急ごしらえの博覧委員会が組織された。
開催期間は1892年5月7日から10月9日まで。期間中には多数の演奏会や劇の上演が行われたが、特筆すべきは音楽家の所持品や肖像画、楽譜なども展示されたことである。1873年のウィーン万博以後、ウィーンでは多くの博覧会が催されてきたが、こうした試みはそれまでにないものであった。「音楽の博覧会」という理念のもとで、音楽を「物」として扱う考えが生まれた。博覧会にあわせて販売されたピアノ曲集の楽譜は、演奏のためという本来の役目を離れて、土産物としての性格も帯びたという。
展示品のほとんどがドイツかオーストリア関連のものだった。最終的には多額の赤字を出して終わった。

## 関連音楽作品
メッテルニヒ侯爵夫人はヨハン・シュトラウス2世に開幕式のための新作ワルツを依頼した。博覧会にふさわしい友愛的精神を示した題名のワルツ『もろびと手をとり』である。さらに侯爵夫人はシュトラウス2世に対し『ドナウの水の精』と題した博覧会の呼び物としてのバレエを書かせようとしたが、こちらは拒絶され、代わりにヨーゼフ・バイヤーによってシュトラウス2世の音楽を引用したバレエが生み出された。
また、委員会は祝祭のためのカンタータをブラームス（彼も博覧会の準備に携わった）に依頼したが、ブラームスはこれを断り、代わってブルックナーが『詩篇第150番』を作曲した（テキストを提案したのはリヒャルト・ホイベルガー）。